# آتیکا (میشیگان)
آتیکا (به انگلیسی: Attica) یک منطقهٔ مسکونی در ایالات متحده آمریکا است که در میشیگان واقع شده‌است. آتیکا ۹۹۴ نفر جمعیت دارد و ۲۷۳٫۱ متر بالاتر از سطح دریا واقع شده‌است.